# Selección de rugby league de Serbia
La Selección de rugby league de Serbia representa a Serbia en competiciones de selecciones nacionales de rugby league. 
Está afiliado a la Rugby League European Federation. 

## Palmarés
Europeo División B
- Campeón (4): 2007, 2010, 2014-15, 2020

## Participación en copas

#### Copa del Mundo de Rugby League
- no ha clasificado

#### Campeonato Europeo A
- 2009 : 6° puesto

#### Campeonato Europeo B
- 2007 : Campeón[1]
- 2010 : Campeón[2]
- 2012/13 : 3° puesto
- 2014/15 : Campeón[3]
- 2018 : 3° puesto
- 2021 : Campeón